# James Graham (Mediziner)

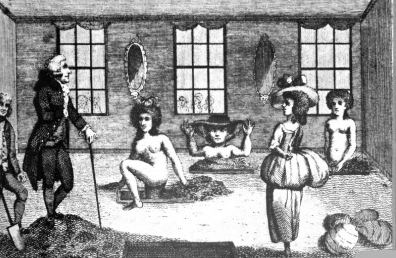
Graham mit einigen seiner Patienten

James Graham (* 23. Juni 1745 in Edinburgh; † 23. Juni 1794 in Edinburgh) war ein schottischer Arzt. In der Literatur wird er oft als Quacksalber und Exzentriker beschrieben. Er behandelte Patienten mit „magnetischen Kuren“, entwickelte unkonventionelle Sexualtherapien und eröffnete in London einen „Tempel der Gesundheit“, in dem er ein Himmlisches Bett aufstellte und wo auch die junge Emma Hamilton unbekleidet aufgetreten sein soll. In seinen späteren Lebensjahren wurde er ein christlicher Eiferer und Pamphletist.

## Herkunft und erste medizinische Tätigkeit
James Graham war der Sohn des schottischen Sattlers William Graham und dessen Gattin Jean. Er absolvierte eine Ausbildung in Medizin an der Universität Edinburgh, die damals auf diesem Gebiet als führend in Europa angesehen wurde. Im Verlauf seines Studiums hörte er Vorlesungen mehrerer Professoren der Medizin, so Robert Whytt, Alexander Monro II. und William Cullen, ohne jedoch einen Abschluss zu erreichen, was damals eher die Regel als die Ausnahme war, da für eine formale Promotion eine Gebühr von £10 zu entrichten war und eine Dissertation in Latein vorgelegt und verteidigt werden musste. Graham führte dennoch danach den Titel eines Doktors der Medizin (MD). Auch das war seinerzeit durchaus üblich, wurde ihm später von seinen Kritikern aber immer wieder vorgehalten. Im Sommer 1764 heiratete er, eben 19 Jahre alt, Mary Pickering, Tochter eines wohlhabenden Farmers aus Ackworth in Yorkshire. Aus dieser Ehe gingen drei Kinder hervor. Graham arbeitete zu jener Zeit mit William Buchan zusammen, der später als Autor eines populärmedizinischen Werkes bekannt wurde und in Ackworth ein Hospital betrieb, in dem werdende Mütter illegitimer Kinder Aufnahme fanden und die Kinder versorgt wurden. Graham selbst war damals Apotheker und Arzt im 15 Meilen entfernten Doncaster.
Nachdem er sich vorübergehend in London aufgehalten hatte, verließ Graham Großbritannien und begab sich nach Nordamerika in das Gebiet der heutigen Vereinigten Staaten, die damals noch zum britischen Kolonialreich gehörten. Seine Frau und seine beiden Kinder (ein Sohn war 1768 gestorben) blieben bei Marys Eltern in Ackworth. In Amerika etablierte er sich 1770 zunächst in New York, wo er offenbar einigermaßen erfolgreich als Augen- und Ohrenarzt praktizierte. Ab Oktober 1771 ließ er sich für etwa zwei Jahre in Philadelphia nieder und begegnete Ebenezer Kinnersley, der dort seit Jahren in Vorträgen und Experimenten die neuen Erkenntnisse Benjamin Franklins und anderer Naturphilosophen popularisierte, die auf dem Gebiet der Elektrizität gemacht worden waren. Insbesondere hatte Kinnersley auch über medizinische Anwendungen der Elektrizität gesprochen. Dies war eine Inspiration für die von Graham in den folgenden Jahren entwickelten Therapieformen, bei denen auch elektrische Effekte und Apparate zur Anwendung kamen. Graham schreibt, dass ihm plötzlich die Idee gekommen sei,

“[…] that the pleasure of the venereal act might be exalted or rendered more intense, if performed under the glowing, accelerating, and  most genial influences of that heaven-born, all-animating element or principle, the electrical […] fire.”

„dass das Vergnügen beim venerischen Akt [d. i. der Geschlechtsverkehr] vermehrt oder intensiver gemacht werden könnte, wenn es unter den glühenden, befördernden und äußerst günstigen Einflüssen jenes himmlischen, allbelebenden Elements oder Prinzips, des elektrischen […] Feuers, vollzogen würde.“

Dieser Inspiration folgend konstruierte er ein elektrifiziertes Bett, also eine auf gläsernen Isolatoren stehende Bettstatt, die mit Hilfe einer Elektrisiermaschine statisch aufgeladen wurde. Die erste Patientin, eine dicke, teilweise gelähmte Frau, deren Periode ausgesetzt hatte, sprach auf die Behandlung im elektrischen Bett (unter Beteiligung ihres Ehemanns) Graham zufolge in überzeugender Weise an, indem sie sich nicht nur bald von ihrer Lähmung geheilt, sondern auch gesegneten Leibes fand.
Als Ende 1773 die Spannungen zwischen Großbritannien und seinen amerikanischen Kolonien zunahmen und im Dezember in der Boston Tea Party einen ersten Höhepunkt fanden, beschloss Graham, der zuletzt in Baltimore praktiziert hatte, nach England zurückzukehren, wo seine Familie auf ihn wartete. Nach Ausbruch eines Krieges hätte seine Rückkehr schwierig werden können.
Er übte seinen Beruf zuerst in Bristol aus, wo die heiße Quelle von Hotwells vorübergehend in Mode war und Graham, wie schon zuvor in Amerika, vorwiegend Augen- und Ohrenleiden behandelte und Vorträge hielt, dann im Kurort Bath und 1775 in London. Im gleichen Jahr publizierte er eine erste Schrift, Thoughts on the Present State of the Practice in Disorders of the Eye and Ear. Anfang 1777 praktizierte er wieder in Bath, vermarktete werbewirksam seine Kuren und erlangte durch die Behandlung von Catherine Macaulay erste Bekanntheit. Als diese englische Historikerin und Feministin im Alter von 47 Jahren im Dezember 1778 eine Ehe mit dem erst 21-jährigen William Graham, einem Bruder James Grahams, einging, erregte dies einen öffentlichen Skandal. James Graham behandelte u. a. um ihre Gesundheit besorgte Personen, die ihre Nerven angegriffen glaubten. Er setzte seine Patienten auf einen „magnetischen Thron“ oder in mit milden elektrischen Strömen durchflossene Bäder und ließ sie „elektrischen Äther“ einatmen, d. h. angeblich einem elektrischen Feld ausgesetzt gewesene Pflanzenextrakte.
Während einer Reise, die Graham im Sommer 1779 auf den europäischen Kontinent führte, besuchte er u. a. Paris. Dort wirkte in den folgenden Jahren auch der bekannte italienische Alchemist Alessandro Cagliostro, der ebenso wie Graham das damalige Interesse für Okkultismus ausnützen konnte. In Aachen, das ebenfalls auf Grahams Reiseplan stand, behauptete er, viele adlige Patienten zu deren Zufriedenheit behandelt zu haben.

## Tempel der Gesundheit
Im Herbst 1779 eröffnete Graham im heutigen Londoner Stadtbezirk City of Westminster seinen sogenannten „Tempel der Gesundheit“ oder „Tempel des Äskulap“, der in den Adelphi Buildings nahe der Themse angesiedelt war. Er bewarb sein Etablissement erfolgreich und beschrieb auf Reklamezetteln die luxuriöse Innenausstattung des Tempels. Dazu gehörten komplizierte elektrische Apparate, ein durch Glassäulen isolierter „elektrischer Thron“ und als größte angepriesene Sensation ein „himmlisches Bett“, für dessen Benutzung pro Nacht der stolze Preis von 50 Pfund Sterling bezahlt werden musste. Dafür würden impotente Personen, die darin schliefen, angeblich ihre Zeugungsfähigkeit wiedererlangen. Eheleute sollten bei der Erfüllung ihres Kinderwunsches unterstützt werden. Das etwa dreieinhalb Meter lange und zweieinhalb Meter breite Bett war aufs Prächtigste mit Gold und Seide geziert. Damit verbundene Batterien von Magneten sollten eine kraftvolle Wirkung ausüben. Wer sich ins Bett legte, konnte auch erregende orientalische Düfte einatmen und zauberhafte Musik vernehmen. Eine eingravierte Botschaft forderte auf: „Seid fruchtbar, mehret Euch und füllet die Erde“. („Be fruitful, multiply and replenish the earth“)
Graham ließ in seinem Tempel auch schöne, spärlich bekleidete Mädchen auftreten, die als „Göttinnen der Gesundheit“ präsentiert wurden. Laut einem zeitgenössischen Werbeplakat erschien etwa die riesige Göttin Hygieia in antikisierenden Posen, die wundervoll singen könne. Auch die später als Geliebte des englischen Seehelden Horatio Nelson berühmt gewordene Emma Hamilton soll 1781, als sie noch ein junges Mädchen war und Emma Lyon hieß, in Grahams Tempel dem Publikum völlig nackt, nur mit einem lose fallenden Gazeschleier bedeckt, als Gesundheitsgöttin gezeigt worden sein.
Der Gesundheitstempel wurde bald in ganz London bekannt. Graham war nur an zahlungskräftigen Kunden interessiert und verlangte daher fünf Schilling Eintrittsgeld. Zwei riesige Türsteher, die zwei Meter groß gewesen sein sollen, hielten die zahlreichen Schaulustigen fern. Die Damen, die den Tempel frequentierten, verbargen ihr Gesicht hinter einem Schleier, um nicht erkannt zu werden. Der Doktor hielt Vorlesungen, verkaufte seine Arzneien, propagierte angeblich heilsame Kuren wie Schlammbäder und gab therapeutische Ratschläge zu einem glücklichen Sexualleben, das die Voraussetzung für eine gesunde Existenz sei. Er sah die Erzeugung von Nachwuchs als patriotische Pflicht zur Vermehrung der Bevölkerung an und lehnte Prostitution und Masturbation vehement ab.
Graham wurde als Quacksalber und Scharlatan gebrandmarkt, so vom englischen Schriftsteller und Politiker Horace Walpole, der sich in einem aus dem August 1780 stammenden Brief abfällig über ihn äußerte. Spottgedichte, Zeitungssketche und satirische Theaterstücke wie George Colmans The Genius of Nonsense (1780) nahmen ihn auf die Schaufel.

## Späteres Leben
Da sich Graham nach einiger Zeit seine Residenz in den Adelphi Buildings nicht mehr leisten konnte, zog er im Frühling 1781 in das an der Pall Mall gelegene Schomberg House um, wo er einen Temple of Health and Hymen einrichtete. Dennoch wuchsen seine Schulden, so dass sein Besitz im Dezember 1782 zum Zwangsverkauf angeboten wurde. Er konnte ihn aber größtenteils wieder zurückkaufen. Im Juli/August 1783 hielt er in Edinburgh seine schon in den Adelphi Buildings vorgetragene Lecture on Generation über sexuelle Gesundheit. Als er diese wegen unsittlichen Inhalts nicht mehr öffentlich wiederholen durfte, griff er die städtischen Behörden in einer Schrift heftig an. Kurzzeitig wurde er im Tolbooth-Gefängnis interniert, wo er vor den Häftlingen predigte. Nach seiner Entlassung am 19. August 1783 hielt er seine Vorlesungen in verschiedenen anderen Städten, wurde aber manchmal mit Auftrittsverboten belegt. Unter anderem hielt er sich 1786 wieder in Paris auf.
Seit etwa 1783 propagierte Graham nicht mehr so sehr Behandlungsmethoden mittels Elektrizität, sondern pries zunehmend „Erdbäder“ als erfolgreiche medizinische Therapie an. Bei öffentlichen Vorführungen ließ er sich nackt bis zum Kinn eingraben und erläuterte die Vorzüge von Erdbädern, die er ausführlich im Short treatise on the all-cleansing, all-healing, and all-invigorating qualities of the simple earth (1790) beschrieb. Das Erdbad wurde auch von Christoph Wilhelm Hufeland als Heilmittel beschrieben, allerdings zur Behandlung der „Asphyxie“ durch Blitzeinwirkung.
Graham trat für eine vegetarische Lebensweise ein und lehnte zu viel Essen und Trinken ab.
Ab Ende der 1780er Jahre wandte sich Graham intensiv der Religion zu, bedauerte sein früheres extravagantes Leben und wurde ein christlicher Eiferer. Er demonstrierte auf Reisen quer durch Großbritannien seine Erdbäder-Therapie und predigte seine theologischen Ansichten. Zeitweise wurde er in seinem Haus in Edinburgh wegen Unzurechnungsfähigkeit eingesperrt. Anfang 1793 behauptete er, dass er mehr als zwei Wochen gefastet und nur kaltes Wasser getrunken habe; er hätte durchgehalten, indem er auf seinem nackten Körper Torf getragen und seine Gliedmaßen mit seinem ätherischen Balsam eingeschmiert habe.
An seinem 49. Geburtstag (23. Juni 1794) starb Graham unerwartet in seinem Haus in Edinburgh und wurde auf dem Greyfriars Kirkyard beigesetzt.

## Schriften
- Thoughts on the present state of practice in disorders of the eye and ear … and an Address to the Inhabitants of Great Britain (1775)
- A Short Inquiry into the present state of Medical Practice (1776)
- The Christian’s Universal Prayer (1776)
- The General State of Medical and Chirurgical Practice (1778)
- Dr Graham is now preparing the largest and most elegant medico-electrical-aerial and magnetic apparatus … (1779)
- A Sketch, or Short Description of Dr Graham’s medical apparatus (1780)
- Advertisement: Dr Graham is oppressed with shame … (1781)
- The Guardian Goddess of Health (1781)
- Medical Transactions at the Temple of Health in London (1781)
- Il Convito Amoroso! Or a Serio-comico-philosophical lecture! (1782)
- A discourse delivered on Sunday, August 17, 1783, in the Tolbooth of Edinburgh (1783)
- Temple of health, South Bridge Street, Edinburgh (1783)
- Travels and voyages in Scotland, England and Ireland, France, America, Hungary … 6th edition (1783)
- A Lecture on the Generation, Increase, and Improvement of the Human Species! (1783)
- The Blazing Star; or, Vestina, the Gigantic, Rosy, Goddess of Health: being a complete defence of the fair sex. Delivered by the High Priestess of the Temple, as written by the Doctor Himself (1783)
- Health! Soundness! Strength! And happiness! To the people! (1784)
- The Principal Grounds, Basis, Argument of Soul! Of the New Celestial Curtain, (or reprehensory Lecture! Most humbly addressed to all crowned heads! Great personages!) (1786)
- A very short History of the New Jerusalem True Church, and of its poor-rich Minister … (1788)
- Proposals for the Establishment of a new and true Christian Church (1788)
- Proposals for printing (by subscription) a Work… [about] the KING’s late severe, dangerous, and most universally and deeply lamented corporeal and mental Maladies (1789)
- A New, plain and rational treatise on the true nature and uses of the Bath Waters (1789)
- Dr Graham’s Address to the diseased, weak and lame … (1790)
- A Short Treatise on the all-cleansing, all-healing, and all-invigorating qualities of the Simple Earth (1790)
- The guardian of health, long-life, and happiness: or, Doctor Graham’s general directions as to regimen, &c. for the cure or alleviation of all … (1790)
- A Clear, Full, and Faithfull Portraiture, or Description … of a … Virgin Princess (1792)
- Dr Graham has had the honour of publicly exhibiting… the nature and effects of Earth-Bathing (1792)
- A New and Curious Treatise of the Nature and Effects of Simple Earth, water and Air, when applied to the Human Body; How to Live for many weeks, months, or years, Without eating any Thing whatever … (1793)